# Aaronios
Aaronios (grecki:Ἀαρώνιος) lub Aaron (Ἀαρών) – nazwy arystokratycznego rodu bizantyjskiego, którego korzenie sięgają XI wieku. Aaroniosowie byli potomkami ostatniego bułgarskiego cara, Iwana Władysława.
Po śmierci Iwana w Dyrrchachium w 1018 roku i załamaniu się państwa bułgarskiego, caryca Maria, uciekła wraz z dziećmi do Konstantynopola. Cesarz Bazylii II przyjął uchodźców ze wszystkimi honorami i obdarzył tytułami oraz posiadłościami. Maria otrzymała tytuł zōstē patrikia, najwyższy tytuł jaki w Bizancjum mogła otrzymać kobieta niebędąca małżonką cesarza.
Maria miała sześciu synów, z których trzech nie chciało się pogodzić z upadkiem państwa bułgarskiego i próbowało kontynuować walkę przeciwko Bizantyjczykom. Presjan, Ałusijan i Aaron zebrali ocalałe wojska i bronili swych pozycji wokół góry Tomor. Po pewnym czasie Bizancjum zmusiło ich do kapitulacji i dołączyli do matki na dworze w Konstantynopolu. Wszyscy trzej zostali obdarzeni tytułami i godnościami wojskowymi lub cywilnymi.
Presjan i Ałusijan mimo dobrego traktowania ze strony Greków, wzięli udział w antybizantyjskich spiskach i rewoltach. Presjan dwukrotnie brał udział w anty cesarskim sprzysiężeniu, raz w 1026 roku, wystąpił przeciwko Konstantynowi VIII a po raz drugi, w 1029 roku, spiskował przeciwko Romanowi III. Bizantyjczykom udał się jednak zdusić obydwa spiski i w 1030 roku Presjan został zmuszony do wstąpienia do klasztoru i wycofania się z życia publicznego. Ałusijan wystąpił przeciwko Bizancjum znacznie później bo w 1040 roku, kiedy to zbiegł do powstańców bułgarskich, prowadzonych przez Piotra Deliana. Rewolta zakończyła się jednak klęską, choć Ałusijanowi udało się przebłagać Greków, wydając im Deliana.
Inaczej potoczyło się losy Aarona, od którego wywodzi się nazwa rodu. Dzięki wiernej służbie zaskarbił sobie i swoim potomkom względy cesarskie. Kariera Aarona zaczęła się od 1047 roku, kiedy to został gubernatorem Iberii. W 1059 roku rządził Mezopotamią i prawdopodobnie Ani i Edessą. Jego syn Teodor był zarządcą Taronu i w 1056 roku poległ w walkach z Turkami. Inny przedstawiciel rodu, również noszący imię Aaron, był gubernatorem Mezopotamii od 1112 roku. Wiadomo iż na dworze cesarskim żył dostojnik o imieniu Radomir Aaron ale nie wiadomo czy chodzi tu o jednego z potomków Aarona czy w ten sposób nazywano po prostu Radomira, jednego z szóstki synów carycy Marii.
Aaroniosowie byli blisko związani z Komnenami. Katarzyna, córka Marii i Iwana Władysława została żoną Izaaka I Komnena. Aleksy I Komnen poślubił natomiast Irenę Dukainę, wnuczkę Trajana, brata Aarona. Relacje Aaroniosów z Komnenami popsuły się w 1107 roku, kiedy część rodu wzięła udział w spisku przeciwko Aleksemu I, za co zostali wygnani. Dalsze ich losy pozostają niejasne. Wiadomo że na dworze bizantyjskim w czasach Manuela I służył Izaak Aaron z Koryntu, ale nie wiadomo czy pochodził on z rodu Aarona. Tak samo ma się sprawa z Aleksym Aaronem, ambasadorem cesarskim, który w 1393 roku odwiedził dwory władców ruskich.